# 禹度林
禹度林（韓語：우도임，1992年8月29日—），韓國女演員。

## 演出作品

### 電視劇
- 2017年：NaverTV《三色幻想 生動戀愛》
- 2017年：tvN《芝加哥打字機》飾演 趙尚眉
- 2024年：KBS2《Face Me》饰演 金协调员
- 2024年：KBS2《奇怪的她》饰演 安玉金
- 2025年：JTBC《比天堂還美麗》饰演 转世的海淑

### 電影
- 2013年：《秀仁》
- 2014年：《荊棘》飾演 度林
- 2014年：《尚衣院》飾演 紅玉
- 2014年：《那些日子》飾演 智妍
- 2014年：《塔》
- 2014年：《三十朵花》
- 2015年：《所有人的秘密》
- 2015年：《黃泉》飾演 巫婆
- 2016年：《屍速列車》飾演 乘務員敏智[1]
- 2016年：《閉嘴！愛吧》飾演 慧利[2]
- 2019年：《82年生的金智英》飾演 水果店老闆的女兒
- 待定：《焦点》饰演 珠熙[3]

## 外部連結
- 禹度林的Instagram帳戶
- 禹度林在NAVER上的资料
- 禹度林在韩国电影数据库（KMDb）上的資料（韓語）
- 禹度林在互联网电影资料库（IMDb）上的資料（英文）
- 禹度林在HanCinema的頁面（英文）